# Feniletanoide

Tyrosol, un simple feniletanoide

Los feniletanoides son un tipo de compuestos fenólicos que se caracterizan por una estructura de alcohol fenetílico. Tirosol y el hidroxitirosol son ejemplos de tales compuestos.

## Glucósidos
La ortiga muerta roja  (Lamium purpureum) contiene glucósidos feniletanoides nombrados lamiusides A, B, C, D y E.  Las partes aéreas de Stachys officinalis contienen feniletanoides glucósidos, (betonyosides A, B, C, D, E and F). La investigación química de los extractos de metanol de Pithecoctenium crucigerum (Bignoniaceae) mostró la presencia de cinco glucósidos feniletanoides (verbascosido, isoverbascoside, forsythoside B, jionoside D y leucosceptoside B), these all active against DPPH.
Verbascoside y echinacoside son híbridos feniletanoides y fenilpropanoides que forman enlaces éster con azúcares.